# Sue Hubbell
Suzanne Hubbell (nacida como Suzanne Gilbert) (Kalamazoo, Michigan, 28 de enero de 1935 – 13 de octubre de 2018) fue una escritora norteamericana especializada en el género nature writting o escritura de la naturaleza.

## Biografía
Sue Hubbell nació y creció en Kalamazoo, Michigan en 1935. Estudió Biología. Siendo bibliotecaria en la Universidad Brown hasta 1972, harta de la sociedad de consumo norteamericana, tanto ella como su marido deciden que quieren otra vida más cercana a la naturaleza. Con las lecturas de Henry David Thoreau en la cabeza, se mudan a una granja en los bosques de las montañas Ozarks, en el Medio Oeste de Estados Unidos. Al poco de llegar, el marido de Hubbell decide abandonarla. También vivió en Washington D. C. y Milbridge, Maine. Su padre, Bil Gilbert, fue también escritor de nature writting. Hubbell falleció en octubre de 2018 a los 83 años en Bar Harbor, Maine.
A Country Year (Un año en los bosques) es un libro que pertenece a un movimiento literario llamado nature writing, iniciado por Susan Fenimore Cooper y popularizado por Henry David Thoreau. Sus libros A Country Year y A Book of Bees fueron seleccionados por The New York Times Book Review como libros destacados del año. También escribió para The New Yorker, St. Louis Post-Dispatch, Smithsonian y Time, y fue una colaboradora habitual en la columna "Hers" de The New York Times.

## Obra
- A Country Year: Living the Questions. New York: Random House (1986).[9]
- A Book of Bees: And How to Keep Them. Boston: Houghton Mifflin (1988).[10]
- On This Hilltop. New York: Ballantine Books (1991).[11]
- Broadsides from the Other Orders: A Book of Bugs. New York: Random House (1993).[12]
- Far-flung Hubbell. New York: Random House (1995).[13]
- Waiting for Aphrodite: Journeys into the Time Before Bones. Boston: Houghton Mifflin (1999).[14]
- Shrinking the Cat: Genetic Engineering Before We Knew About Genes. (2001).
- From Here to There and Back Again.  Ann Arbor: University of Michigan Press (2004).[15]